# Calamagrostis velutina
Calamagrostis velutina là một loài thực vật có hoa trong họ Hòa thảo. Loài này được (Nees & Meyen) Steud. mô tả khoa học đầu tiên năm 1840.